# デイヴィッド・T・ウォーカー
デイヴィッド・T・ウォーカー（David T. Walker、1941年6月25日 - ）は、アメリカ合衆国のギタリスト。ジャンルはソウルミュージック、R&B、クロスオーバー、ジャズ、などのジャンルのギタリストである。

## 来歴
彼がギター演奏をしている作品には、ボビー・ウーマックのアルバム『ザ・ポエット』(1981年)、マイケル・ジャクソンの『ガット・トゥ・ビー・ゼア』、ニック・デカロの「アンダー・ザ・ジャマイカン・ムーン」(1974年)、ジャクソン5の「ネヴァー・キャン・セイ・グッバイ」「帰ってほしいの (I Want You Back)」、「アイル・ビー・ゼア (I'll Be There)」、スモーキー・ロビンソン「クルージン」(1979年)、リバート（ルヴァート）｢(ポップポップポップ）ゴーズ・マイ・マインド」(1986年)などがある。
過去に彼がバッキングをつとめた音楽家には、ボビー・ウーマック、マーヴィン・ゲイ、ラヴ・アンリミテッド・オーケストラ、バリー・ホワイト、ニック・デカロ、ジャクソン5、マイケル・ジャクソン、タヴァレス、ジョニー・ブリストル、アレサ・フランクリン、ドナルド・バード、フォー・トップス、ソロモン・バーク、ジェームス・ブラウン、レイ・チャールズ、キャロル・キング、マリーナ・ショウらがいる。
アメリカ合衆国オクラホマ州タルサ生まれ。父親は黒人、母親はチェロキーの血を引く。8人兄弟の長男。14歳までセントラル・カリフォルニアの農場で育つ。小学校でサックスを吹き、中学・高校でマーチングバンドを経験。15歳のとき家族はロサンゼルスに戻り、近所の教会で演奏されていたゴスペルがきっかけでギターを始める。その後、バンド「キンフォークス」を結成し、高校卒業後に親元を離れニューヨークへ移り、プロ・ミュージシャンとしての活動を開始する。彼がギタリストとして名を知られるようになったのは、やはりモータウンとのかかわりが大きい。その後、1968年にはソロ・アルバムも発表している。自動車産業の不況によりモータウンがロサンゼルスへ移転してからは、彼も西海岸での仕事が増えた。バリー・ホワイトとラブ・アンリミテッド・オーケストラや、ザ・シルヴァーズとの仕事は、その代表的な例である。
1981年に、西海岸のグループ、ザ・クルセイダーズのジョー・サンプルとの双頭アルバム『スイング・ストリート・カフェ』を発表した。1982年のザ・クルセイダーズ来日公演に参加し、その後も何度かギタリストとして参加している。なお、サポート・メンバーであり、正式メンバーでない。
1980年代には、ボビー・ウーマックのソウル・アルバム『ザ・ポエット』『ザ・ポエット2』の2枚に参加している。
2007年、長らく廃盤となっていたオリジナル・アルバムが次々に再発された。同時期にマリーナ・ショウのツアーにも同行していた。2008年、アルバム『ソーツ』、2009年にアルバム『Wear My Love』を、2010年にアルバム『FOR ALL TIME』をリリース。
2007年5月には日本初となる単独公演を開催。東名阪を周る日本ツアーを行い、東京公演の模様を収めたDVDも発売された。12月には東京、横浜、札幌にて再来日公演を開催。過去に共演したミュージシャンには、井上陽水（二色の独楽）、アンリ菅野、安室奈美恵、阿川泰子、上田正樹、古内東子、松岡直也、吉田美奈子、DREAMS COME TRUEらがいる。特にドリカムとは吉田美和のソロアルバム『beauty and harmony』にプレイヤーとして招かれて以来2008年までレコーディングやツアーに帯同し活躍、ファンからも吉田が付けた「デヴィ爺」の愛称で親しまれていた。

## ディスコグラフィ

### リーダー・アルバム
- 『ザ・サイド・ウォーク』 - The Sidewalk (1967年、Revue)
- 『ゴーイング・アップ!』 - Going Up! (1969年、Revue)
- 『プラム・ハッピー』 - Plum Happy (1970年、Zea)
- 『デヴィッド・T.ウォーカー』 - David T. Walker (1971年、Ode)
- 『プレス・オン』 - Press On (1973年、Ode)
- 『オン・ラヴ』 - On Love (1976年、Ode)
- 『スイング・ストリート・カフェ』 - Swing Street Cafe (1981年、Crusaders/MCA) ※with ジョー・サンプル
- 『イ・エンス』 - Y-Ence (1987年、The Baked Potato)
- 『ウィズ・ア・スマイル』 - With A Smile (1988年、The Baked Potato)
- 『アヒムサ』 - Ahimsa (1989年、Half Moon)
- 『ソウル・フード・カフェ』 - Soul Food Cafe (1989年、Invitation) ※with Soul Food Cafe
- 『フロム・マイ・ハート』 - ...From My Heart (1993年、Edoya)
- 『ドリーム・キャッチャー』 - Dream Catcher (1994年、Edoya)
- 『ビラヴド』 - Beloved (1995年、Edoya)
- 『ベスト・オブ・ベスト 1971-1976』 - David T. Walker 1971-1976: Best of Best (2008年、Video Arts Music) ※コンピレーション
- 『ソーツ』 - Thoughts (2008年、DCT)
- 『Wear My Love』 - Wear My Love (2009年、DCT) ※クリスマス・アルバム
- 『FOR ALL TIME』 - For All Time (2010年、DCT)
- 『ライブ・アット・ビルボードライブ東京』 - @ Billboard Live, Tokyo (2015年、335) ※with ラリー・カールトン
- 『ミュージック・フォー・ユア・ハート〜ベスト・オブ・デヴィッド・T.ウォーカー〜』 - Music For Your Heart: Best of David T. Walker (2017年、Universal Music) ※コンピレーション

### 参加アルバム
スモーキー・ロビンソン
- 『ウェア・ゼアズ・ア・スモーク』 - (1979年、モータウン)

ボビー・ウーマック
- 『ザ・ポエト』 - (1981年、ビバリー・グレン)

リヴァート
- 『ブラッドライン』 - (1986年、アトランティック)

ラブ・アンリミテッド・オーケストラ
- 『ラプソディー・イン・ホワイト』 - Rhapsody In White (1974年、20th Century)
- 『ホワイト・ゴールド』 - White Gold (1974年、20th Century)

マーヴィン・ゲイ
- 『トラブル・マン』 - Trouble Man (1972年、Tamla)
- 『レッツ・ゲット・イット・オン』 - Let's Get It On (1973年、Tamla)
- 『マーヴィン・ゲイ・ライヴ!』 - Marvin Gaye Live! (1974年、Tamla)
- 『アイ・ウォント・ユー』 - I Want You (1976年、Tamla)

ニック・デカロ
- 『イタリアン・グラフィティ』 - Italian Graffiti (1974年、Blue Thumb)

エタ・ジェイムス
- 『ロックス・ザ・ハウス』 - Etta James Rocks the House (1964年、Argo)

インクレディブル・ボンゴ・バンド
- 『リターン・オブ・ザ・インクレディブル・ボンゴ・バンド』 - The Return Of The Incredible Bongo Band (1974年、Pride)

アフリーク
- 『ソウル・マコッサ』 - Soul Makossa (1973年、Mainstream)

キャノンボール・アダレイ
- 『ハッピー・ピープル』 - The Happy People (1970年、Capitol)

ドナルド・バード
- 『エチオピアン・ナイツ』 - Ethiopian Knights (1972年、Blue Note)
- 『ブラック・バード』 - Black Byrd (1973年、Blue Note)
- 『ストリート・レディ』 - Street Lady (1974年、Blue Note)
- 『ステッピン・イントゥ・トゥモロー』 - Stepping into Tomorrow (1975年、Blue Note)
- 『カリカチュアズ』 - Caricatures (1976年、Blue Note)

ジェフリー・オズボーン
- 『フー・フー・フー』 - Jeffrey Osborne (1982年、A&M)

グロリア・スコット
- 『ホワット・アム・アイ・ゴナ・ドゥ』 - What Am I Gonna Do (1974年、Casablanca)

マリーナ・ショウ
- 『フー・イズ・ジス・ビッチ、エニウェイ?』 - Who Is This Bitch, Anyway? (1974年、Blue Note)

シルヴァーズ
- The Silvers II (1973年、Pride)

スタンリー・タレンタイン
- Pieces of Dreams (1974年、Fantasy)
- In the Pocket (1975年、Fantasy)
- 『雨を見たかい』 - Have You Ever Seen the Rain (1975年、Fantasy)
- 『ベッチャ』 - Betcha (1979年、Elektra)
- La Place (1989年、Blue Note)